# 陆锦

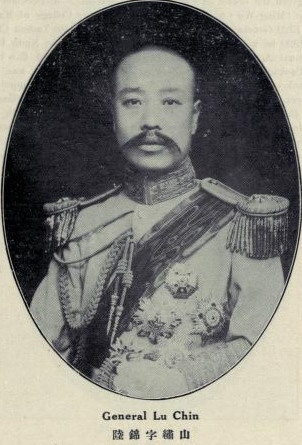
陆锦(《中国名人录》第三版，1925年)

陆锦（1879年—1946年） ，字绣山（一作秀山），堂号锦光堂，天津人，祖籍浙江绍兴。

## 生平
陆锦于1897年进入北洋武备学堂幼年班。1899年（光緒25年）到日本留学。毕业于陸軍士官学校第1期砲兵科。1903年（光緒29年）归国，任北洋測絵学堂教官。後来他辅佐段祺瑞、馮国璋的錬兵教育事務，历任直隶军政司参谋处委员、北洋常备军第一镇炮一标二营管带、陆军第二镇正参谋官、河间秋操总参谋官等职，1906年任北洋陆军参谋处总办。1909年（宣統元年），他转任山東督练公所、直隷督练公所軍事参議官。
1912年（民国元年），他任直隷都督署軍事参議官。1912年晋升陆军中将。1913年，他升任直隷都督署参謀長。10月，他任天津鎮守使。1914年（民国3年）7月，他转任将軍府参軍兼軍務厅厅長。1917年（民国6年）7月張勳復辟中，他支持張勳，被溥儀任命为陸軍部左丞。張勳失势後，他重回北京政府，任参謀本部次長。
1919年（民国8年）12月，他获将军府授予“敏威将軍”。1920年9月，他任陸軍第9師師長。1922年（民国11年）11月，他兼任直魯豫三省巡閲使署参謀長。1923年晋升陆军上将。1924年（民国13年）1月，他任大总統曹锟手下的陸軍总長，并且担任总统府军事处处长。同年9月，第二次直奉战争直系敗北，他随之下野。此后他前往日本。1926年（民国15年）5月，随着臨時執政段祺瑞再度失势，他曾一度復任陆军总长，后来被張作霖罷免。以後他寓居天津。
1946年（民国35年），他在天津病逝。享年68岁。